# Ярослава Мухова
Ярослава Мухова (чеськ. Jaroslava Muchová ; 15 березня 1909, Нью-Йорк США — 9 листопада 1986, Прага, ЧССР) — чеська і чехословацька художниця і реставратор.

## Життєпис
Народилася в сім'ї чеського живописця Альфонса Мухи. Сестра журналіста та письменника Іржі Мухи.
Народилася під час перебування батька в США. У дитинстві вивчала балет, але все ж таки пішла стопами свого батька: допомагала йому у створенні циклу «Слов'янська епопея». Виконала фрагмент зоряного неба слов'ян на їхній споконвічній Батьківщині. Також створила деталізацію кількох фігур, які з'являються у циклі «Слов'янська епопея».
Після Другої світової війни займалася реставрацією полотен «Слов'янської епопеї», які були пошкоджені морозом та вологою під час зберігання їх від нацистів.
Батько Альфонс Муха із задоволенням зображував свою дочку. Так, коли йому в 1919доручили створити зразки перших банкнот Першої чехословацької республіки, він на 10-кроновій купюрі зобразив портрет власної дочки Ярослави, якій на той момент було 9-10 років.
У 1929 Альфонс Муха працював ще над однією купюрою — 50 крон, і зобразив на ній обличчя молодої дівчини у профіль, в якій вгадується Ярослава.

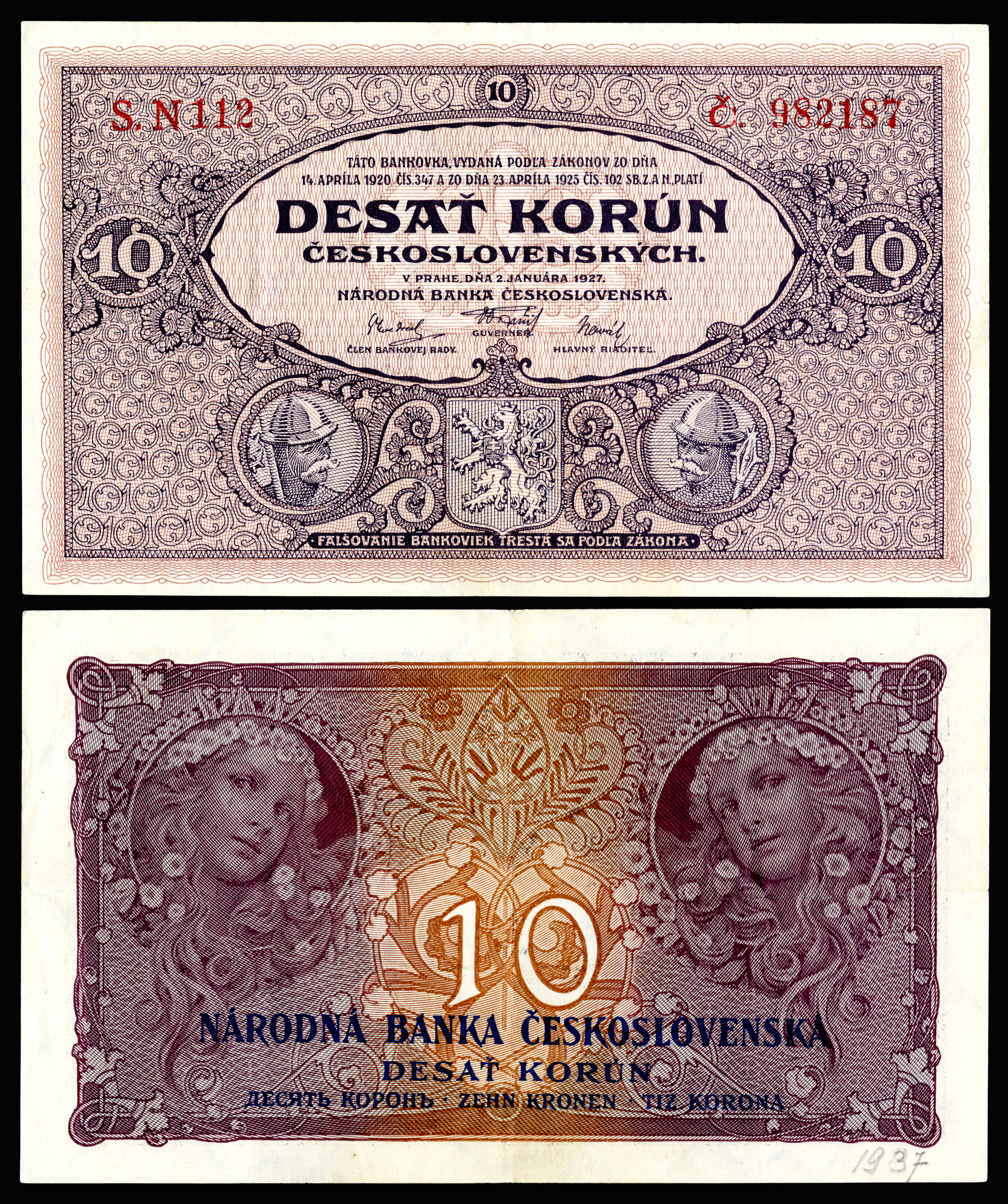
Ярослава Мухова на банкноті 10 крон Чехословаччини. 1919

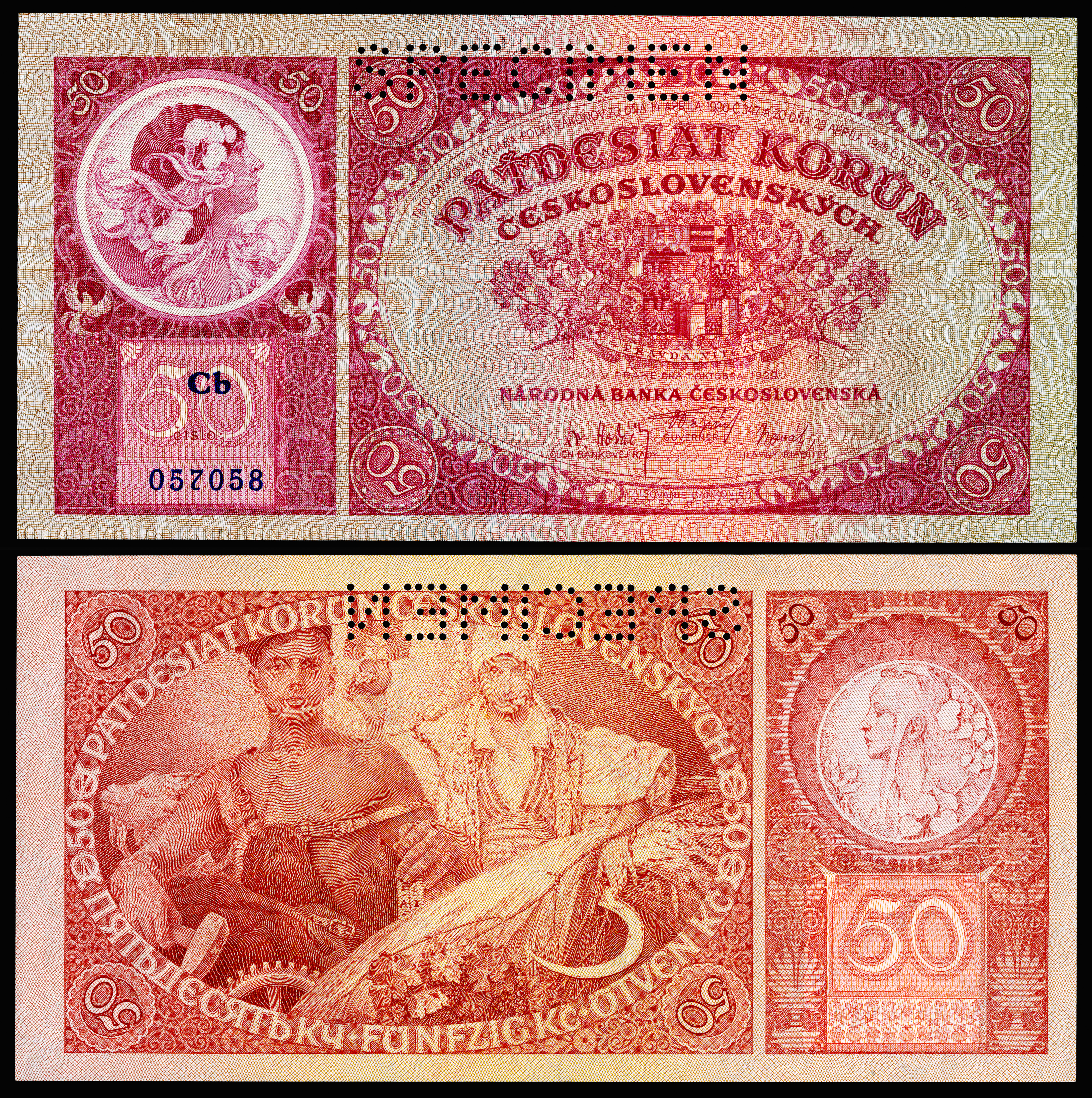
Ярослава Мухова на банкноті 50 крон Чехословаччини. 1929